# Ochrosia inventorum
Espèce
Statut de conservation UICN

 CR A2ce; B1ab(iii)+2ab(iii) : 
En danger critique
Ochrosia inventorum, aussi appelé arbre à pruneaux, est une espèce de plantes à fleurs de la famille des Apocynaceae. C'est un arbuste, parfois buissonnant, endémique à la Nouvelle-Calédonie. Il pousse presque exclusivement sur une zone d'une vingtaine d’hectares, où il est abondant. Il fut découvert par le récolteur du Muséum national d'histoire naturelle, Mac Kee, au début des années 1980.

## Description

### Aspect général

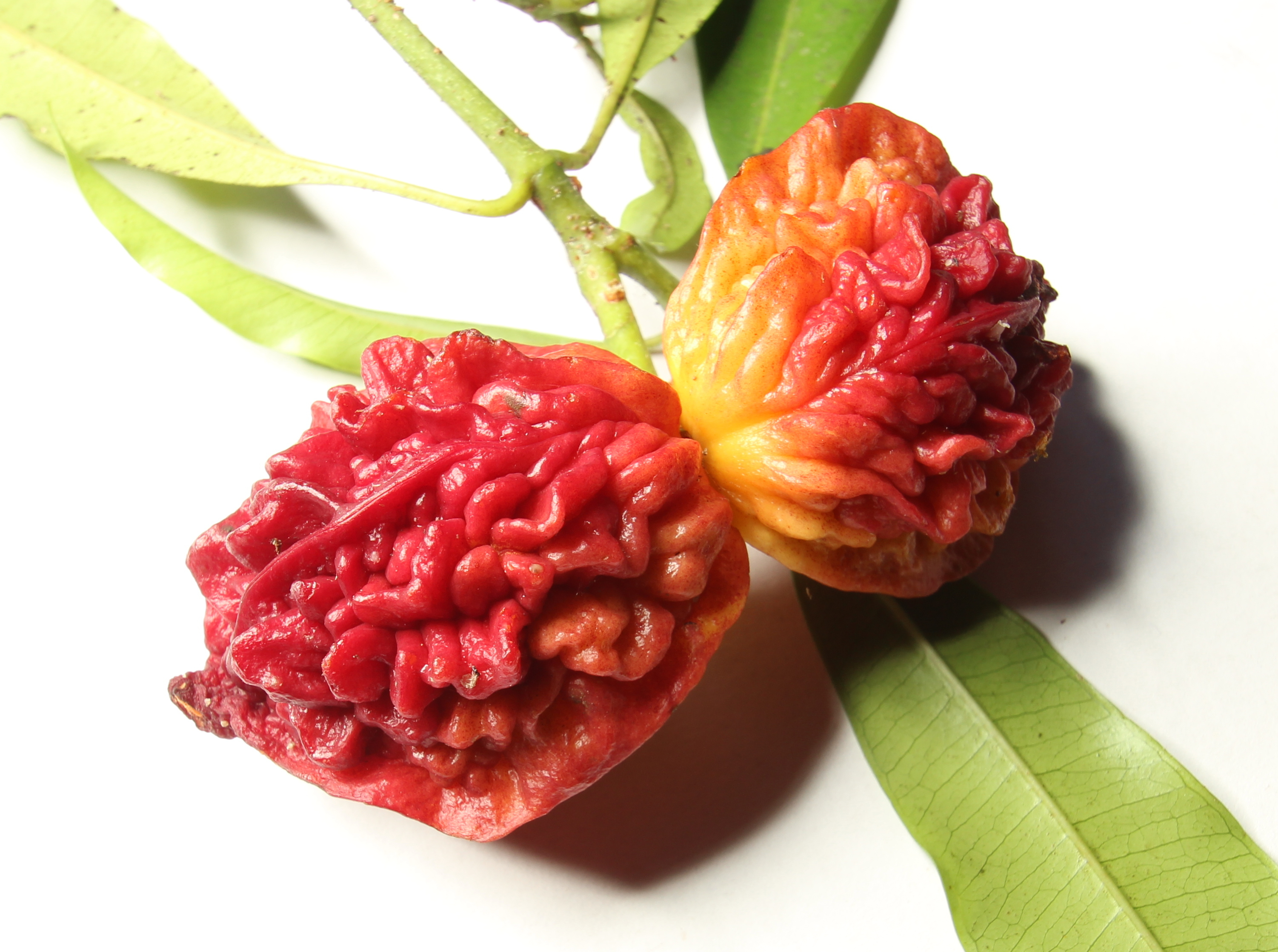
fruit de Ochrosia inventorum L. Allorge.

Cet arbuste mesure entre 3 et 6 mètres de haut.
Il y a parfois plusieurs troncs qui sortent du même pied, ce qui accentue son allure touffue[réf. souhaitée].
Son latex blanc est plus ou moins toxique[réf. souhaitée].

### Feuilles
Les feuilles sont verticillées, brillantes sur le dessus, et mesurent 10 centimètres de long.

### Fleurs
Les fleurs sont blanches et font 2 centimètres de diamètre. La floraison a lieu en janvier, juillet et octobre.

### Fruits
Les fruits ont la peau bosselée, avec deux méricarpes, et sont de couleur rouge grenat à noir à maturité. Ils sont plats et ressemblent un peu aux pruneaux, mesurant environ 5 cm de long.
Ils sont consommés par les cerfs.

## Répartition
Cette plante endémique à la Nouvelle-Calédonie n'est connue presque qu'exclusivement sur la pointe Maa, à Païta, dans une vallée évasée. Elle pousse dans une forêt sclérophylle sur un sol d’éboulis et de cailloux.